# Peter Winn
Pour les articles homonymes, voir Winn.
Peter Winn est un footballeur anglais né le 19 décembre 1988 à Grimsby. Il évolue au poste d'attaquant.

## Carrière
- 2006-10 : Scunthorpe United  Angleterre
- 2008-09 : Northwich Victoria (prêt)  Angleterre
- 2009 : Barrow (prêt)  Angleterre
- 2009-10 : Gateshead (prêt)  Angleterre
- 2010- : Stevenage  Angleterre